# Pristimantis mars
Pristimantis mars es una especie de anfibio anuro de la familia Craugastoridae.

## Distribución
Esta especie es endémica del departamento de Risaralda en Colombia. Habita en el municipio de Mistrató entre los 1760 y 1790 m de altitud en la Quebrada La Empalada en la Cordillera Occidental.

## Publicación original
- Lynch & Ruíz-Carranza, 1996 : New sister-species of Eleutherodactylus from the Cordillera Occidental of southwestern Colombia (Amphibia: Salientia: Leptodactylidae). Revista de la Academia Colombiana de Ciencias Exactas Físicas y Naturales, vol. 20, n.º 77, p. 347-363.[5]